# Billy (Loir-et-Cher)
Billy ist eine französische Gemeinde im Département Loir-et-Cher in der Region Centre-Val de Loire. Sie gehört zum Arrondissement Romorantin-Lanthenay und zum Kanton Selles-sur-Cher. Die Bewohner nennen sich Billois oder Billoises.

## Lage
Billy grenzt im Nordwesten an Chémery, im Norden an Rougeou, im Nordosten an Gy-en-Sologne, im Osten an Pruniers-en-Sologne, im Südosten an Selles-sur-Cher und im Südwesten an Châtillon-sur-Cher. Das Gemeindegebiet wird vom Flüsschen Croisne durchquert, das an der Südgrenze in die Sauldre einmündet.

## Bevölkerungsentwicklung
| Jahr      | 1962 | 1968 | 1975 | 1982 | 1990 | 1999 | 2008 | 2017 |
| --------- | ---- | ---- | ---- | ---- | ---- | ---- | ---- | ---- |
| Einwohner | 854  | 798  | 808  | 767  | 804  | 800  | 798  | 1020 |